# Arany János utca (métro de Budapest)
Arany János utca est une station du métro de Budapest. Elle est sur la  .

## Historique de la station
Arany János utca est une station de la ligne de métro M3 à Budapest entre Deák Ferenc tér et la Nyugati pályaudvar. L'arrêt a été remis le 30 décembre 1981 avec le tronçon II/B de la ligne de métro M3. La gare a été fermée pour rénovation du 7 mars 2020 au 20 mars 2023.
La Basilique Saint-Étienne de Pest est située au sud de la gare.

## Lieu remarquable à proximité
Basilique Saint-Étienne de Pest